# Esko Linnavalli

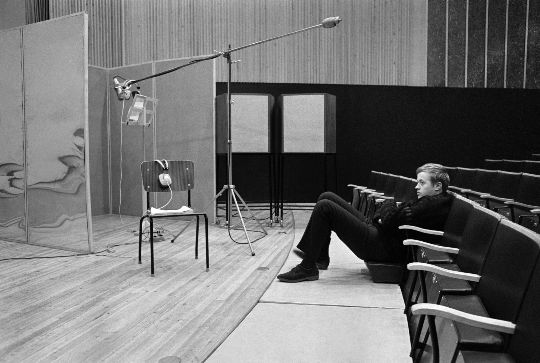
Esko Linnavalli.

Esko Elias Linnavalli, född 4 september 1941 i Åbo, död 21 december 1991 i Helsingfors, var en finländsk pianist, skivproducent, arrangör och orkesterledare. 
Linnavalli blev under medlet av 1960-talet känd som jazzpianist och dirigent för Rundradions dansorkester. Han verkade även som arrangör vid skivbolaget Scandia och satte sin prägel på flera populära artisters skivinspelningar, alltifrån popmässiga bakgrunder åt Danny till tangoarrangemang för Eino Grön och Reijo Taipale. Under medlet av 1970-talet var Linnavalli med om att instifta det jazzorienterade storbandet UMO Jazz Orchestra, vars avsikt var att fylla det tomrum som uppstod då Rundradions dansorkester hade nedlagts i början av decenniet. Han verkade som UMO:s dirigent och konstnärlige ledare fram till sin död och skapade ett brett kontaktnät med internationellt berömda jazzmusiker, som även medverkade på orkesterns skivinpelningar, bland andra trumpetisterna Thad Jones och Clark Terry samt saxofonisten Dexter Gordon. 1970-talsinspelningar med bland andra Gordon och Terry utgavs på nytt på cd-skiva 2011. Sedan 2005 har en kompositionstävling för stororkestrar, som bär Linnavallis namn ordnats vid festivalen Imatra Big Band Festival i Imatra.